# Dietmar Millonig
Dietmar Millonig (* 1. června 1955 Villach) je bývalý rakouský atlet, běžec na dlouhé tratě.

## Sportovní kariéra
V roce 1980 doběhl na olympiádě v Moskvě šestý ve finále běhu na 5000 metrů. Při premiéře světového šampionátu v roce 1983 obsadil v této disciplíně osmé místo. Jeho největším úspěchem byl titul halového mistra Evropy v běhu na 3000 metrů v roce 1986. Během kariéry se stal na různých tratích celkem čtyřicetkrát mistrem Rakouska.